# The Side

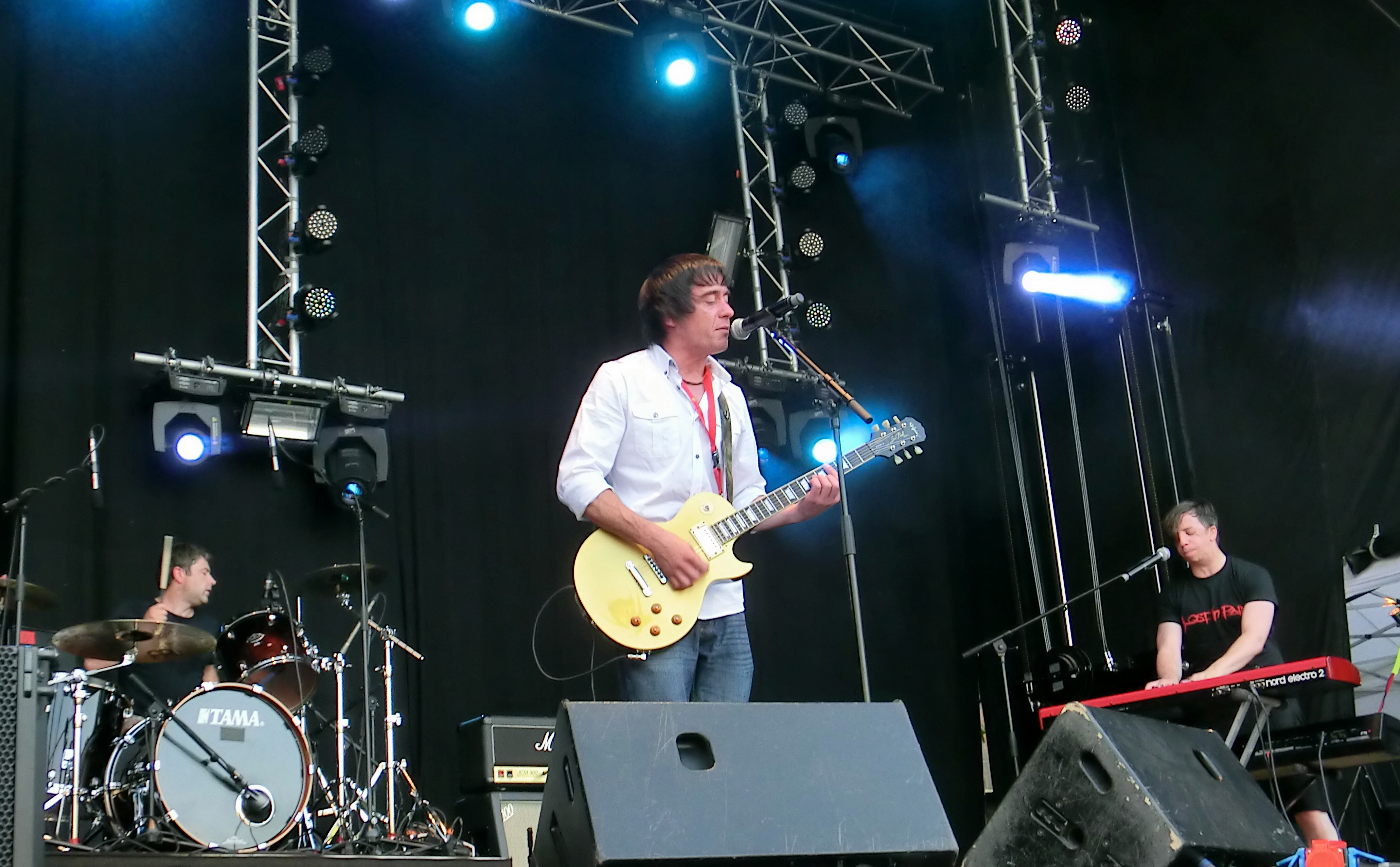
The Side, 2013

The Side ist eine Britpop-Band, die 2005 in Schottland gegründet wurde.
Sie besteht aus Hugh Winton (Gitarre, Gesang), Andrew Stewart (Bass), Dougie Watt (Schlagzeug) und Matthew Rattigan (Keyboards).  

## Geschichte
Nach vier EPs veröffentlichte die Band 2009 ihr Debütalbum Nowhere Left to Run. 2010 wurde ihr für den Fußballverein Ross County geschriebener Song The Countys Going to Hampden beim Finale des Scottish FA Cup im Stadion Hampden Park gespielt und erreichte Platz 23 der UK Indie Breakers Charts. Außerdem spielte The Side als Gewinner eines Wettbewerbs für Bands ohne Plattenvertrag als Vorgruppe von Bon Jovi in der Londoner O₂ Arena. Ein Konzertmitschnitt wurde als DVD veröffentlicht. Seitdem hatte die Band Auftritte bei Festivals in ganz Europa, unter anderem als Vorgruppe von Texas. Im Juli 2011 erschien die Single Lost and Found. Im August 2011 gab die Band auf Facebook ihre bevorstehende Auflösung bekannt. Im Mai 2013 fand die Band wieder zusammen, wobei Ryan Golder am Bass durch James Richards ersetzt wurde. Im Juli 2013 spielte The Side zum zweiten Mal nach 2011 auf dem Festival Rock um Knuedler in Luxemburg.

## Diskografie
- 2005: The Side (EP)
- 2006: Sunrise (EP)
- 2007: Forever Changing (EP)
- 2008: Top of the World (EP)
- 2009: Nowhere Left to Run (Album)
- 2011: Lost and Found (Single)
- 2016: Starting Over (Album)
- 2022: Ready (Single)